# 91A busz (Debrecen)
A debreceni 91A jelzésű éjszakai autóbusz a Pósa utca és a Nagyállomás között közlekedik, kizárólag egy irányban.

## Története
2018. november 1-jétől közlekedik, éjszakánként kettő indulással.

## Útvonala
| Pósa utca → Nagyállomás                                                                                                   |
| --- |
| Pósa utca vá. – Kishegyesi út – Derék utca – Vincellér utca – István út – Szoboszlói út – Erzsébet utca – Nagyállomás vá. |

## Megállóhelyei
Az átszállási kapcsolatok között csak az 1 órán belül elérhető járatok vannak feltüntetve.
| 0  | Pósa utca végállomás            |     |
| 1  | Építők útja                     |     |
| 1  | Derék utca-Jégcsarnok           | 46E |
| 2  | Holló László sétány             |     |
| 3  | Sárvári Pál utca                |     |
| 4  | Vincellér utca                  |     |
| 4  | Tócóskert tér                   |     |
| 6  | Szoboszlói út                   |     |
| 6  | Legányi utca                    |     |
| 7  | Szoboszlói úti Általános Iskola |     |
| 8  | Mentőállomás                    |     |
| 11 | MÁV-rendelő                     |     |
| 11 | Nagyállomás                     |     |